# Genevieve Artadi
Genevieve Artadi (Los Ángeles, 1 de julio de 1982) es una música, compositora y cantautora estadounidense. Es conocida como cofundadora del dúo independiente de jazz-funk electrónico Knower, junto con Louis Cole. Anteriormente fue la vocalista principal de la banda de electro-pop Pollyn y ha colaborado con artistas como Jacob Collier, Snarky Puppy y Thundercat.

## Biografía
Primeros años
Artadi nació el 1 de julio de 1982 en Los Ángeles. Sus padres, que habían inmigrado a los Estados Unidos desde Filipinas, eran músicos que realizaban giras con bandas de rock cuando Artadi era una niña. Gracias a ello, Artadi tuvo una infancia sin anclajes, mudándose cada dos o tres años.
Como estudiante, Artadi tomó lecciones de piano clásico y clases de danza polinesia. Su primer contacto con el jazz se produjo en séptimo grado, cuando escuchó el álbum de Natalie Cole de 1991, Unforgettable... with Love. Asistió a la Universidad Estatal de California, Northridge, donde se licenció en Estudios de Jazz, antes de continuar sus estudios en la Universidad Estatal de California, Long Beach.

## Carrera
Artadi interpretó por primera vez como cantante, bajista y teclista del trío indie electro-pop Pollyn, que se formó en Los Ángeles en 1998 y lanzó su primer EP en 2003. Sus principales influencias para la banda incluyeron a Portishead y Massive Attack.
En 2009, Artadi conoció al multiinstrumentista Louis Cole a través del saxofonista Robby Marshall. Artadi y Cole pronto comenzaron a hacer música juntos, formando el dúo de jazz-funk Knower. Comenzaron a publicar versiones de canciones pop en línea antes de lanzar su primer álbum de música original como dúo, Louis Cole and Genevieve Artadi, en octubre de 2010. En 2016, Artadi y Cole interpretaron en el álbum en vivo de Snarky Puppy Family Dinner - Volumen 2, presentando dos canciones como Knower. Artadi también apareció en la canción «When You're Ugly» en el álbum Time de Cole de 2018. 
En 2015, Artadi lanzó su álbum debut como solista, titulado Genevieve Lalala, que ella misma produjo en su totalidad. Originalmente se planeó que su segundo álbum solista, Dizzy Strange Summer, que completó en 2020, fuera autoeditado, pero Louis Cole le llevó el álbum a Brainfeeder, quien inmediatamente firmó con Artadi y lanzó el álbum bajo el sello más tarde ese año. El álbum, que también presenta a Cole en la canción «Edge of the Cliff», se grabó principalmente entre 2016 y 2017 y presenta elementos de jazz, pop y trip hop.
En 2021, Artadi apareció en la banda sonora de la quinta temporada de la serie de HBO Insecure, apareciendo en la canción "Satellite" con Cole y Thundercat.
En marzo de 2023, Artadi publicó su tercer álbum solista Forever Forever, su segundo lanzamiento de Brainfeeder. El álbum fue grabado en El Desierto Studio en México y cuenta con Cole, el guitarrista Pedro Martins, la tecladista y vocalista Chiquita Magic y el pianista Chris Fishman. Artadi dijo que el tema del álbum es el amor, parcialmente inspirado en su relación intermitente con Martins en ese momento. La mitad de las pistas del álbum fueron escritas originalmente para big band, luego de las colaboraciones de Artadi con la Norrbotten Big Band de Suecia. Paul Simpson de AllMusic celebra a Forever Forever con una selección de álbum, elogiándolo como "un sonido caleidoscópico y altamente disciplinado, lleno de arreglos complicados y solos detallados que siempre parecen encajar de forma natural y lógica en las canciones." Pitchfork incluyó el álbum en la lista "Great Records You May Have Missed" de 2023, destacando sus "habilidades matemáticas de banda completa y su vértigo psicodélico del más alto nivel."
Desde entonces, Artadi ha comenzado a trabajar en su cuarto álbum solista, que, según ella, "estará inspirado en el anime rock."

## Discografía
Álbumes como solista
- Genevieve Lalala (2015)
- Dizzy Strange Summer (2020)
- Forever Forever (2023)

Con Knower
- Louis Cole and Genevieve Artadi (2010)
- Think Thoughts (2011)
- Let Go (2013)
- Life (2016)
- Knower Forever (2023)